# Hoteling

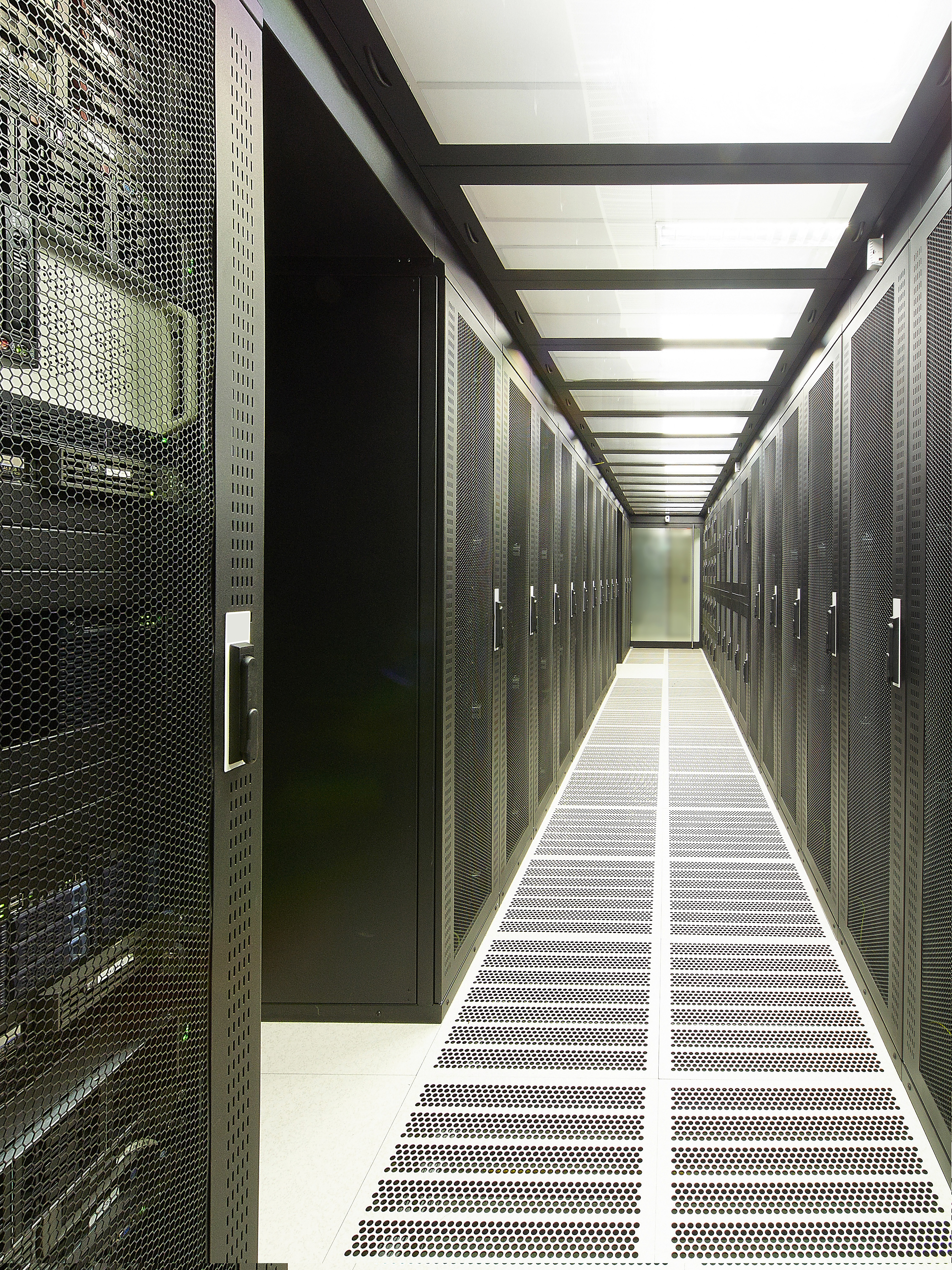
serwerownia w Wiedniu, Austria

Hoteling, kolokacja – usługa, zwykle informatyczna, polegająca na ulokowaniu sprzętu klienta w serwerowni dostawcy, który zobowiązuje się do utrzymywania tego sprzętu zgodnie z podpisana umową o świadczenie usługi kolokacji. 
Inaczej mówiąc, jest to usługa świadczona przez ISP polegająca na udostępnieniu zasobów serwerowni. W ramach usługi klient może dzierżawić miejsce w szafie serwerowej, dostęp do sieci (głównie Internet), zasilanie wraz z zasilaniem awaryjnym i wsparcie administratorów, samemu dostarczając serwer(y), czym ta usługa różni się od hostingu.